# 장남면
장남면(長南面)은 경기도 연천군 서남부에 위치한 면(面)이다.

## 역사
본래 장단도호부 장현내면(長縣內面) 지역으로 판부리(板浮里), 자작리(自作里), 고읍리(古邑里) 3개 리를 관할하였다. 1914년 4월 1일 부군면 통폐합에 따라 고남면(古南面)의 원당리(元堂里)와 장서면(長西面)의 관송리(貫松里), 반정리(伴程里)를 병합하여 "장남면"이 신설되었으며, 원당리, 자작리, 판부리, 고랑포리, 반정리 5개리를 관할하였다. 당시 장남면의 면소재지는 한국전쟁 전까지 고랑포리에 있었다.
1945년 해방 이후에 자작리와 판부리의 일부는 38선 북쪽에 위치하여 공산 치하에 놓였으며, 한국전쟁 후에도 장남면 전 지역이 군사분계선과 인접한 민간인 통제구역에 속해 있었으며, 1954년 「수복지구임시행정조치법」으로 수복지구가, 1963년 1월 1일 「수복지구와동인접지구의행정구역에관한임시조치법」에 의거 38선 이남지구가 연천군 백학면에 편입되었다. 1965년 4월 30일 원당리에 원당출장소를 설치하고 행정업무를 관할하여 오다가, 1970년 원당리를 3개리(12개반)으로 분할하였으며, 1980년 원당3리에서 자작리가 분리되었다. 1989년 4월 1일 원당2리에 위치한 원당출장소가 장남면으로 승격되었다.
장남면은 원당리와 자작리 지역에만 민간인 입주가 허용되고, 그외 반정리, 고랑포리, 판부리 지역은 출입 영농이 가능한 지역과 군사분계선을 포함하고 있는 완충지대에 놓여있으며, 면의 동쪽은 백학면, 남쪽은 파주시 적성면, 서쪽은 파주시 진동면, 북쪽은 휴전선과 인접해 있다. 2018년 장남면사무소에서 행정복지센터로 명칭이 변경되었다.

## 행정 구역
| 법정리   | 한자명   | 행정리                  | 비고            |
| -------- | -------- | ----------------------- | --------------- |
| 원당리   | 元堂里   | 원당1리,원당2리,원당3리 | 면사무소 소재지 |
| 자작리   | 自作里   | 자작리                  |                 |
| 판부리   | 板浮里   |                         | 거주 인구 없음  |
| 고랑포리 | 高浪浦里 |                         |                 |
| 반정리   | 伴程里   |                         |                 |

## 관공서
- 연천소방서 장남119지역대
- 장남보건지소
- 장남면 주민자치센터

## 문화재
- 연천 경순왕릉 - 고랑포리 소재, 사적 제244호
- 운성부원군 묘 - 반정리 소재, 연천군 향토문화재 제4호